# Kaisma raba
Kaisma raba är en mosse i Estland.   Den ligger i landskapet Pärnumaa, i den västra delen av landet, 80 km söder om huvudstaden Tallinn.